# Земи на Чешката корона
Земи на Чешката корона (на чешки: Země Koruny České), синоним – Земи на Световацлавската корона (на чешки: Země Svatováclavské Koruny), се нарича исторически конгломерат от територии в ленна зависимост от краля на Чехия.
Условно се делят на централни – неразделимо свързани с Кралство Чехия, и периферни – в по-свободна форма на обвързаност, напомняща конфедерация. Терминът се използва предимно за периода от XI век до 1918 г. След създаването на Първата чехословашка република на 28 октомври 1918 се предпочита названието Чешки земи (на чешки: Země České). Идентификацията на Земите на Чешката корона или днешните Чешки земи с Чехия е неточно, защото Чехия или Бохемия е само една, макар и основната от тях, дала името си на цялото образувание.

## История
Земите на Чешката Корона са предствлявали корпоративен член на Свещената Римска империя до нейното ликвидиране през 1806, след това на Австрийската империя до 1848 година. С приемането на първата австрийска Конституция на всеимперския сейм в Кромержиж (на чешки: Kroměříž) през 1849 година практически е ликвидирана средновековната система на локални сеймове, както и системата на класови привилегии. След реформата от 1867, преобразувала Австрийската империя в конфедеративна държава Австро-Унгария, Земите на Чешката Корона представляват корпоративен член на Австрия и са представени в австрийския парламент. Въпреки изчезването на локалните сеймове и въвеждането на централизирано управление, в титулатурата на императорите до 1918 година остава поименно изброяване на отделните земи.
Първата чехословашка република е централизирана държава и в нея делението на Земи има само смисъл на традиция и се запазва до 1929, когато историческата Моравия и Чешка Силезия (малка част от Горна Силезия) се сливат в една Моравско-Силезийска Земя. Съвременното административно деление изобщо не следва старото деление на Земи и то вече намира единствено изражение в герба на Република Чехия.

## Централни земи
За централна земя се смята само княжество (от 1198 г. – кралство) Бохемия/Чехия, но на практика централни са две от териториите – Бохемия или същинската Чехия и Маркграфство Моравия, които са неразривно свързани от 1025 година. От 1055 до 1411 маркграф на Моравия винаги е бил или престолонаследникът, или някой друг високопоставен член на управляващата династия, особено близък до престола. През 1349 г. императорът на Свещената Римска империя и крал на Чехия Карл IV (1347 – 1376) издава декрет за неотделимостта на Моравия от Чехия, който на практика е в сила до днес.

## Периферни земи
Периферните Земи на Чешката Корона административно, освен Моравия, в различните епохи са включвали различни територии – княжествата Горна и Долна Силезия, Горна и Долна Лужице, Бранденбургското херцогство, маркграфство Долна Австрия, Каринтия, Фриули и Херцогство Люксембург, което до 1830 година е включвало, освен днешното Велико херцогство, и едноименната белгийска приовинция. От правна гледна точка става въпрос за територии с административно самоуправление – местен сейм и местен инколат, независими от тези на Кралство Чехия.
От периферните Земи на Чешката Корона трябва правно да се отличават ленните земи на Короната, които обаче принадлежат към други териториални единици. Такива е имало чак до края на XIX век и дори и днес могат да причиняват правни проблеми. Към ленните земи на Чешката Корона са принадлежали Чешки Горен Пфалц (в Бавария), Майсен и бургграфството Дона в Саксония. До днес например западночешкият град Хеб (Cheb, на немски: Eger), като наследство от феода в Чешки Горен Пфалц, владее стотици хектари гори на територията на Бавария, с които не може да разполага свободно, поради правните ограничения на старото ленно право, което не е в синхрон с модерните правни разпоредби в Бавария. Правни експерти продължават да търсят решение.